# Дреосси, Пьер
Пьер Дреосси (фр. Pierre Dréossi, 12 октября 1959, Рубе, Франция) — французский футболист, защитник. После завершения карьеры работал тренером и функционером.

## Биография
В качестве игрока выступал за ряд известных французских команд: «Лилль», «Сошо», «Ниццу», «Пари Сен-Жермен» и «Канн». Всего в первенствах страны сыграл более 500 матчей, из которых 454 были сыграны в элитной Лиге 1.
После завершения карьеры Дреосси вошел в тренерский штаб «Канна», но вскоре экс-футболист перешел к административной работе. В течение шести лет он занимал должность спортивного директора «Лилля». С 2002 по 2013 года трудился на руководящей должности в «Ренне». В 2006 году функционер стал главным тренером команды. 18 декабря 2007 года после серии из шести поражений подряд Дреосси уступил свой пост Ги Лякомбу и сосредоточился на селекционной работе.
В конце 2015 года он был назначен на должность заместителя председателя правления клуба «Париж». 2 января 2020 года покинул свою должность.